# Wagner College
Il Wagner College è un'università privata situata a Staten Island, New York City. Wagner iscrive regolarmente circa 1.900 studenti con la laurea di privato e 400 con la laurea di secondo. La scuola è affiliata con la Chiesa Evangelica Luterana americana.
Il Wagner è stato recentemente dichiarato dalla rubrica "366 Best Colleges" emanata dalla Princeton Review 2008 come il 2° Migliore Teatro Collegiale nella nazione. Nella revisione del 2008 è nominato anche tra i primi 10 nell'"Università con il più bel Campus".
Nel 2003 è stato girato al Wagner College School of Rock, diretto da Richard Linklater e con protagonista Jack Black.